# Antonino Russo Giusti
Antonino Russo Giusti (Catania, 23 febbraio 1876 – Belpasso, 28 settembre 1957) è stato un drammaturgo italiano.
Dopo aver trascorso l'infanzia a Belpasso, intraprese gli studi classici a Catania e si laureò in giurisprudenza. Successivamente si dedicò all'attività forense.

## Biografia
Fu direttore artistico del Teatro comunale "Pietro Antonio Coppola" di Catania, nel quale venne rappresentata la sua prima opera in siciliano, L'eredità dello zio canonico, a cui seguì nel 1920 U Spirdu, musicata da Francesco Paolo Frontini e diretta da Gaetano Emanuel Calì.
Nel 1923 Tommaso Marcellini rappresentò per la prima volta in Italia al teatro comunale di Trapani L'eredita dello zio canonico col titolo siciliano U tistamentu du ziu canonicu. Un'altra commedia, Il biberon di papà, venne portata in giro per l'Italia e anche all'estero dal Marcellini, col titolo siciliano A sucalora du papà.
In seguito scrisse Un autore di assalto, passando alla commedia italiana di stampo pirandelliano. Scrisse in tutto 27 opere teatrali.
Angelo Musco acquisì i diritti d'autore de L'eredità dello zio canonico, e divenne il protagonista dell'omonimo film del 1934 e poi anche di Gatta ci cova.